# Hamma Hammami
Hamma Hammami (en árabe: حمه الهمامي) (El Aroussa, Túnez, 8 de enero de 1952) es un político comunista tunecino, portavoz del ilegal Partido Comunista de los Obreros Tunecinos. Es, también, profesor de literatura y cultura árabe y director del periódico el-Badil. Durante el régimen de Zine El Abidine Ben Ali fue un firme opositor, pasando largo tiempo en prisión por ese motivo.
En la mañana del 12 de enero de 2011 fue detenido por la policía cuando se encontraba en su domicilio, por hablar con periodistas durante los hechos de la revolución tunecina. Según relató él mismo, una veintena de hombres irrumpieron en su casa para detenerlo destrozando la puerta del apartamento y cogiendo el ordenador de su esposa y una cámara de fotos. Posteriormente fue llevado al ministerio del interior donde permaneció con las manos atadas hasta su liberación. Fue puesto en libertad el 14 de enero, el mismo día de la caída de Ben Ali.
En marzo de 2011 se posicionó en contra de los bombardeos de la OTAN en Libia alegando, cómo portavoz de su partido, que "Estamos en contra de cualquier tipo de intervención militar" y que la acción armada solo sirve para apuntalar "los intereses norteamericanos en la zona".

## Biografía
Después de estudiar literatura árabe, comenzó a participar en el activismo de izquierda. Debido a sus actividades políticas, nunca enseñó.
Tras su participación en la revuelta estudiantil del 5 de febrero de 1972, fue arrestado por primera vez y sentenciado a un mes y medio de prisión [2]. Dos años después, es sentenciado a ocho años y medio de prisión por pertenecer a la organización prohibida El Amal Ettounsi; fue liberado seis años después después de ser adoptado como preso de conciencia por Amnistía Internacional. Afectado físicamente por la tortura practicada contra él, es enviado a expensas del estado en Francia para ser tratado. En mayo de 1987, mientras estaba en Francia, fue sentenciado en ausencia a 18 meses de prisión por sus actividades en el PCOT, del cual era miembro fundador y que era clandestino.

## Vida privada
Contrajo matrimonio con abogada y activista Radhia Nasraoui. Es padre de 3 hijas: Nadia, Oussaima y Sarah. Actualmente sus hijas viven exiliadas en Francia.